# Obczak
Obczak (biał. Апчак, ros. Апчак) – wieś na Białorusi, w obwodzie mińskim, w rejonie mińskim, w sielsowiecie Łochowska Słoboda.
W czasach Rzeczypospolitej ziemie te leżały w województwie mińskim. Odpadły od Polski w wyniku II rozbioru. W granicach Rosji wieś należała do ujezdu mińskiego w guberni mińskiej. Ponownie pod polską administracją w latach 1919–1920 w okręgu mińskim Zarządu Cywilnego Ziem Wschodnich. Posiadała katolicką kaplicę filialną parafii Karoliszczewicze.
We wsi znajdują się pozostałości dawnego parku dworskiego i stary polski cmentarz.
Siedzibę ma tu producent samochodów Unison, który m.in. od 2004 roku zajmował się montażem Lublinów 3Mi w systemie SKD.